# Ordine dell'Amaranto

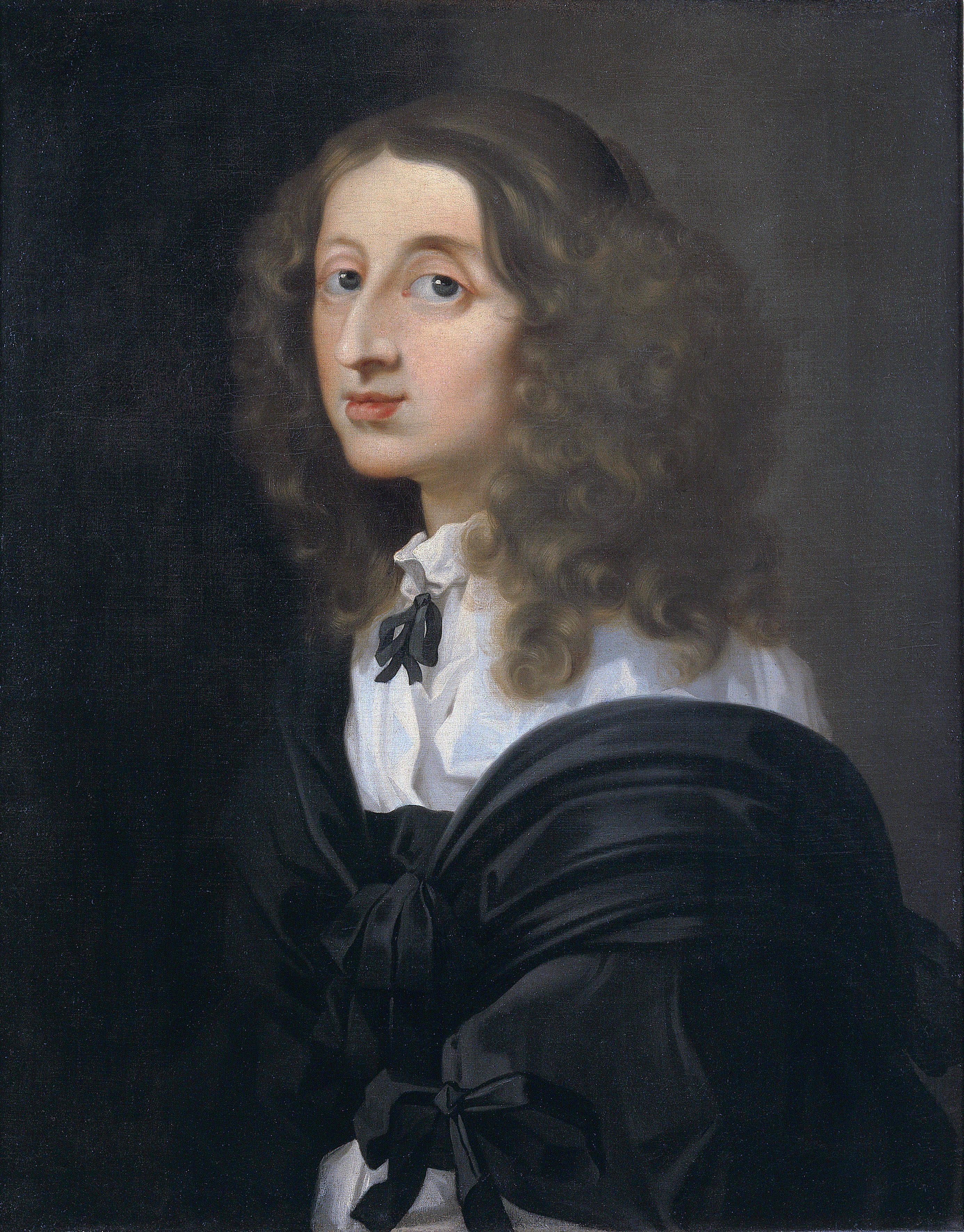
Sébastien Bourdon, Ritratto della regina Cristina di Svezia

L'Ordine dell'Amaranto (Geschiltschaft) (o Ordine di Amarante) era un ordine cavalleresco svedese fondato dalla regina Cristina di Svezia nel 1653.

## Storia
Inizialmente i cavalieri decorati furono trentadue, sedici gentiluomini e altrettante dame.
Tutti i membri dovevano fare promessa solenne di non sposarsi o comunque non risposarsi dopo essere rimasti vedovi.
L'ordine cessò con la morte della regina, avvenuta a Roma il 19 aprile 1689.

## Insegne
La medaglia d'oro dell'ordine con due "A" di brillanti intrecciate e circondate da una ghirlanda d'oro smaltata. La medaglia veniva appesa a un nastro di taffetà di color amaranto.

## Insigniti notabili
- Antonio Pimentel de Prado, 1653